# Bořivoj Nechvátal
Bořivoj Nechvátal (4. ledna 1935 Berlín - 5. března 2024 Praha) byl český historik a archeolog mediavelista, který se specializoval na Vyšehrad.

## Život
Narodil se v rodině vyššího úředníka konzulátů Československé republiky ve Vídni a Berlíně, jehož rodina pocházela z Vršovic u Loun. Rodina matky byla ze selského rodu Krausů z Blšan na Lounsku. Roku 1939 se rodina vrátila do Československa. Jeho dětství na konci války poznamenala úspěšně vyléčená tuberkulóza, jeho postoje formovala skautská organizace. Po návratu rodiny do Prahy vystudoval Reálné gymnázium v Praze - Karlíně. V letech 1953–1958 studoval historii a archeologii na Filozofické fakultě UK v Praze, kde jeho učiteli archeologie byli profesoři Jan Eisner, Jan Filip a Rudolf Turek, historie František Graus a František Kavka. Jako student již od roku 1956 pracoval na záchranných archeologických výzkumech, nejprve ve Strahovském klášteře u Dobroslava Líbala a na Pražském hradě u Ivana Borkovského, kde byl zaměstnán na poloviční úvazek již od roku 1956. V letech 1958-1960 byl na vojenské základní službě.
V letech 1960–2020 působil v Archeologickém ústavu ČSAV. Nejprve na záchranných výzkumech v Ervěnicích na Mostecku, poté v Plzni v Solní ulici a v jihočeských Branišovicích.
V roce 1963 objevil rozsáhlé mladohradištní pohřebiště v Radomyšli u Strakonic, zahrnující více než tisíc hrobů. Následný archeologický výzkum zahrnul i kostel sv. Martina a související johanitskou kurii. Celý výzkum trval až do roku 1968.
Založil a vedl pracoviště Archeologického ústavu na Vyšehradě.
Kromě toho se věnoval stavebně historickým průzkumům, na nichž spolupracoval s Františkem Kašičkou jak v Praze, tak v jižních Čechách, zejména na Strakonicku.
V letech 1992–2012 byl pořadatelem a redaktorem čtyř svazků významného historicko-archeologického sborníku Královský Vyšehrad, který vydávala Vyšehradská kapitula.
V letech 2001–2015 přednášel jako pedagog v kurzu středověké archeologie na Filosofické fakultě Západočeské univerzity v Plzni.

## Ocenění
- 19. června 1998 obdržel za výzkum Vyšehradu a Radomyšle Croix de l’Ordre "Pro Merito Melitensi" od generála Suverénního řádu Maltézských rytířů.
- 17. června 2020 převzal za celoživotní přínos archeologickému výzkumu Vyšehradu medaili biskupa Antonína Podlahy z rukou kardinála Dominika Duky.[2]
- 23. listopadu 2023 obdržel medaili hlavního města Prahy.

## Rodina
- Manželka Doc. MUDr. Alena Lobovská, CSc. (1936–2019) byla dlouholetou přednostkou Kliniky infekčních, parazitárních a tropických nemocí 1. LF UK v Praze a členkou Lékařského kolegia Václava Havla.
- Syn MUDr. Antonín Nechvátal (*1964) je lékař; byl zastupitelem a radním Městské části Praha 6.